# Let's Go Crazy (film)
Let's Go Crazy è un cortometraggio comico-musicale del 1951 diretto da Alan Cullimore. In una scena memorabile, Peter Sellers imita Groucho Marx.

## Trama
In un locale notturno, durante i vari numeri di varietà, il maggiordomo Giuseppe è infastidito da un cliente che ordina bollito e carote, Groucho Marx insegue le ragazze, il giovane Cédric flirta, un cameriere cerca di radere un cliente con un coltello da burro, Crystal Jollibottom viene trascinata a casa dal marito, Izzy cambia posto con un cliente e gli ruba il pasto. Alla fine il night club viene distrutto dopo che Groucho ha piazzato una bomba sulla scena.